# عشق و جرایم دیگر
عشق و جرایم دیگر (انگلیسی: Ljubav i drugi zločini) یک فیلم بلند درام و کمدی رمانتیک به کارگردانی استفان آرسنیویچ است. از بازیگران آن می‌توان به میلنا دراویچ اشاره کرد.
این فیلم برندهٔ جایزهٔ «بهترین کارگردانی» در جشنواره بین‌المللی فیلم صوفیه (۲۰۰۸) شد.